# Ricardo Ortiz
Ricardo Alberto „Tato” Ortiz Saldaña (ur. 6 lutego 1957 w Montevideo) – urugwajski piłkarz występujący na pozycji defensywnego pomocnika, reprezentant Urugwaju, trener piłkarski.

## Kariera klubowa
Ortiz pochodzi ze stołecznego Montevideo. Jego ojciec Abel Ortiz był koszykarzem (występował w klubach Aguada i Peñarol) oraz pracownikiem kasyna, zaś matka pracowała w urzędzie emerytalnym. Wychowywał się najpierw w dzielnicy (barrio) Malvin, w wieku pięciu lat jego rodzina przeniosła się do dzielnicy Carrasco, by ostatecznie osiąść w barrio San Nicolás. Treningi piłkarskie rozpoczynał w dziecięcym zespole Los Piratas, skąd przeniósł się do drużyny Club Naútico (jego szkoleniowcem był tam Juan Schiaffino). Uczęszczał do placówki Liceo La Mennais.
W styczniu 1971 Ortiz pomyślnie przeszedł testy w stołecznym klubie CA Defensor (obecnie Defensor Sporting). Już 20 grudnia 1971 w meczu z Cerro zadebiutował w urugwajskiej Primera División – liczył sobie wówczas zaledwie czternaście lat, 10 miesięcy i 15 dni. Przez pierwsze sezony młodziutki pomocnik pozostawał wyłącznie rezerwowym dla Miguela Ángela Puppo. W sezonie 1976 był najmłodszym członkiem słynnej drużyny Defensora, która pod kierownictwem trenera Ricardo de Leóna zdobyła pierwsze w historii klubu mistrzostwo Urugwaju. Tytuł stosunkowo nisko notowanego Defensora wywołał wielką sensację – po raz pierwszy od 45 lat mistrzostwa nie zdobył tym samym któryś z dwóch krajowych gigantów (Nacional i Peñarol). Sam Ortiz był podczas mistrzowskiego sezonu trapiony przez kontuzje i w środku pola zastępował go Gregorio Pérez. Łącznie w Defensorze spędził jedenaście lat i jest uznawany za jedną z klubowych legend.
W 1981 roku Ortiz przeszedł do czołowego klubu Ameryki Południowej – ekipy CA Peñarol. Spędził tam trzy lata ze sporymi sukcesami – dwukrotnie wywalczył mistrzostwo Urugwaju (1981 i 1982), triumfował w kontynentalnych rozgrywkach Copa Libertadores (1982) oraz zdobył Puchar Interkontynentalny (1982). Nie pojawił się jednak na boisku w żadnym z decydujących meczów finałowych. Następnie spędził rok w Kolumbii, gdzie reprezentował barwy Deportes Tolima. Po powrocie do ojczyzny występował jeszcze bez większych sukcesów w CA Defensor i CA Bella Vista, po czym z powodu kontuzji zdecydował się zakończyć karierę już w wieku 29 lat
Podczas swojej owocnej, trwającej szesnaście lat piłkarskiej kariery Ortiz występował na pozycji klasycznego defensywnego pomocnika. Ze względu na częste kontuzje kolana nie był jednak w stanie rozwinąć pełni potencjału.

## Kariera reprezentacyjna
W lutym 1974 Ortiz został powołany przez Carlosa Silvę Cabrerę do reprezentacji Urugwaju U-20 na Mistrzostwa Ameryki Południowej U-20. Na chilijskich boiskach rozegrał wszystkie sześć spotkań i strzelił gola w meczu fazy grupowej z Wenezuelą (1:2). Jego drużyna dotarła natomiast do finału, ulegając w nim Brazylii (1:2). W sierpniu 1975 wziął udział w kolejnych Mistrzostwach Ameryki Południowej U-20, gdzie również tym razem miał pewne miejsce w składzie i wystąpił we wszystkich sześciu meczach. Pełnił również rolę kapitana drużyny. Podczas turnieju rozgrywanego w Peru prowadzona przez Waltera Brienzę urugwajska młodzieżówka okazała się triumfatorem, po pokonaniu w finale w serii rzutów karnych Chile (1:1, 3:1 k).
W 1976 roku Ortiz w barwach olimpijskiej reprezentacji Urugwaju brał udział w południowoamerykańskich kwalifikacjach do Igrzysk Olimpijskich w Montrealu. Zdobył wówczas bramkę w konfrontacji z Kolumbią (2:2). Urugwaj awansował ostatecznie na igrzyska, lecz wycofał się z turnieju piłkarskiego półtora miesiąca przed jego rozpoczęciem.
W seniorskiej reprezentacji Urugwaju Ortiz zadebiutował za kadencji selekcjonera Juana Schiaffino, 12 czerwca 1975 w wygranym 1:0 meczu z Paragwajem w ramach towarzyskiego turnieju Copa Artigas. Swój bilans w dorosłej kadrze zamknął na czterech występach, wszystkich sparingowych.

## Kariera trenerska
W grudniu 1986 Ortiz ukończył kurs trenerski w placówce Instituto Superior de Educación Física y Deportes de Uruguay. W latach 1988–1989 prowadził rezerwy stołecznego klubu Central Español (szkoleniowcem pierwszego zespołu był Baudilio Jáuregui, jego były kolega klubowy z Defensora). Następnie objął drugoligowy El Tanque Sisley, z którym na koniec sezonu 1990 wywalczył pierwszy, historyczny awans do najwyższej klasy rozgrywkowej. W maju 1991 młody, zaledwie 34-letni szkoleniowiec został następcą Césara Luisa Menottiego na stanowisku trenera swojego byłego klubu – krajowego potentata CA Peñarol. Prowadził go do końca sezonu bez większych sukcesów (czwarte miejsce w tabeli). W kolejnych latach trenował ligowego średniaka Racing Club de Montevideo, drugoligowy CA Fénix oraz Juventud de Las Piedras z trzeciej ligi urugwajskiej.
Następnie Ortiz powrócił do swojego macierzystego Defensora Sporting. Tam osiągnął największy sukces w swojej karierze trenerskiej – wicemistrzostwo Urugwaju w sezonie 1997 (po uprzednim zajęciu pierwszego miejsca w jesiennej fazie Clausura). Dał się poznać jako szkoleniowiec odważnie stawiający na młodzież, wprowadzając do pierwszego składu najzdolniejszych juniorów Defensora (m.in. Nicolása Oliverę, Gustavo Biscayzacú czy Andrésa Fleurquina), którzy potem byli regularnie powoływani do reprezentacji Urugwaju. W sierpniu 1999 zdecydował się kontynuować karierę w Chile, gdzie zastąpił Sergio Nichiporuka w roli trenera przeciętnej ekipy CD Cobresal. Na koniec sezonu 1999 spadł z Cobresalem do drugiej ligi i bezpośrednio po tym został zwolniony ze stanowiska. W lutym 2000 podpisał umowę z chilijskim drugoligowcem CD Fernández Vial, którego celem było utrzymanie na zapleczu najwyższej klasy rozgrywkowej. Pod jego wodzą ekipa zanotowała bardzo dobry sezon i do końca liczyła się w walce o promocję do pierwszej ligi (ostatecznie zajęła niepremiowane awansem czwarte miejsce).
W styczniu 2001 Ortiz podpisał roczną umowę z ekipą Santiago Morning, grającą w pierwszej lidze chilijskiej. Jego pobyt w tym zespole okazał się jednak rozczarowaniem – zarówno ze względu na słabe wyniki (jeden remis i siedem porażek w ośmiu ligowych meczach), jak i nietrafione transfery graczy poleconych przez niego do klubu. Został zwolniony w maju 2001, a już dwa tygodnie później przeniósł się do rodzimego River Plate Montevideo. Nie poprawił znacząco wyników zespołu (zajął dopiero szesnaste miejsce w lidze), lecz zdołał uratować drużynę przed spadkiem. Zaraz potem powrócił do swojego macierzystego Defensora Sporting, gdzie tym razem nie zanotował poważniejszych sukcesów – jego podopieczni uplasowali się w środku tabeli. W styczniu 2003 objął wicemistrza Peru – stołeczny Universitario de Deportes. Zastał tam mocno przemeblowany po ostatnim sezonie skład i nie potrafił z nim osiągnąć wyników na miarę oczekiwań. Już po pięciu miesiącach zrezygnował ze stanowiska, zostawiając ekipę na siódmym miejscu w tabeli, a z kontynentalnych rozgrywek Copa Libertadores jego podopieczni odpadli już w fazie grupowej.
Przez następne sześć lat Ortiz kontynuował swoją pracę głównie w Ameryce Środkowej. Najpierw przez trzy miesiące ze słabym skutkiem trenował salwadorski Municipal Limeño, nie odnosząc żadnego zwycięstwa w lidze. Dużo lepszy pobyt zaliczył w honduraskim Pumas UNAH, kiedy to jego podopieczni okazali się pozytywnym zaskoczeniem rozgrywek. Jego dobra praca zaowocowała zatrudnieniem w czołowym klubie w Hondurasie – Real CD España, który prowadził przez kilka miesięcy bez poważniejszych sukcesów. W lipcu 2006 na krótko powrócił do Urugwaju, podpisując półroczną umowę z walczącym o utrzymanie CS Cerrito. W styczniu 2007 objął z kolei honduraskiego średniaka CDS Vida (ekipa zajmowała wówczas ostatnie miejsce w tabeli), lecz bezpośrednio po słabym sezonie w wykonaniu jego zawodników zrezygnował ze stanowiska. Następnie z podobnie kiepskim skutkiem trenował już po raz drugi w karierze chilijskiego drugoligowca CD Fernández Vial.
W październiku 2008 Ortiz został szkoleniowcem honduraskiej ekipy CD Victoria, do tej pory prowadzonej przez Javiera Padillę i zajmującej wówczas przedostatnie miejsce w tabeli. Bez większych sukcesów spędził tam półtora roku (ani razu nie zdołał się zakwalifikować do decydujących o mistrzostwie play-offów), a w lutym 2010 w kontrowersyjnych okolicznościach zwolniono go ze stanowiska – bezpośrednio po tym, jak założył w trybunale sportowym sprawę przeciwko klubowi o spłatę zaległego wynagrodzenia. W lutym 2011 podpisał umowę z urugwajskim średniakiem CA Cerro, który pod jego wodzą w jesiennej fazie Apertura zaprezentował się znacznie powyżej oczekiwań – przez kilkanaście kolejek drużyna niespodziewanie walczyła o pierwsze miejsce w tabeli. Potem popadła jednak w kryzys (rundę zakończyła na siódmej lokacie), a media donosiły o konflikcie Ortiza z niektórymi graczami Cerro. Mimo kiepskiej końcówki zwolnienie Ortiza w grudniu 2011 przyjęto w środowisku z zaskoczeniem. Na stanowisko trenera Cerro powrócił już po siedmiu miesiącach, bezpośrednio po wybraniu nowego prezydenta klubu. Tym razem ekipa spisywała się w rozgrywkach ligowych słabiej niż poprzednio, co w połączeniu z różnicą zdań doświadczonego szkoleniowca z zarządem poskutkowało w lutym 2013 jego ponownym odejściem z klubu.
W czerwcu 2015 Ortiz objął piąty już w swojej karierze honduraski zespół – tym razem Platense FC. Odniósł tam zaledwie jedno zwycięstwo w siedmiu meczach i już we wrześniu został zwolniony, zostawiając ekipę na ostatnim miejscu w tabeli. W styczniu 2016 objął rodzimego drugoligowca CA Atenas, skąd zwolniono go już po czterech miesiącach. Ponownie został trenerem ekipy z San Carlos w czerwcu 2018 – pod jego nieobecność Atenas awansował już do pierwszej ligi, lecz zmagał się z kłopotami finansowymi i walczył wyłącznie o utrzymanie w najwyższej klasie rozgrywkowej. Pod jego kierownictwem Atenas odniósł tylko jedno zwycięstwo w piętnastu meczach, zajął ostatnie miejsce w tabeli i na koniec sezonu 2018 spadł do drugiej ligi urugwajskiej.